# Theridion costaricaense
Theridion costaricaense là một loài nhện trong họ Theridiidae.
Loài này thuộc chi Theridion. Theridion costaricaense được Herbert Walter Levi miêu tả năm 1963.